# چوروتنک
چوروتنِک (به مجاری:  Csörötnek) یک شهرداری در مجارستان است که در واش واقع شده‌است. چوروتنک ۲۰٫۵۳ کیلومتر مربع مساحت و ۹۳۵ نفر جمعیت دارد.